# Lavrania
Lavrania es un género de plantas fanerógamas de la familia Apocynaceae. Contiene cinco especies. Es originario de África.

## Descripción
Son plantas que forman un mazo de tallos suculentos, alcanzando los 10-20 cm de alto, poco ramificadas; con el látex incoloro; órganos subterráneos que consisten en raíces fibrosas. Los brotes suculentos, de color azul-verde, cilíndricos, de 5-30 cm de longitud y 20-30 mm de ancho, 10-12-en ángulo, con ángulos redondeados, glabros. Las hojas persistentes, reducidas a escamas, sésiles; escalas ampliamente cónica, de 0.05-0.1 cm de largo.
Las inflorescencias son extra axilares (basales en los flancos de los tallos), con 5-15  flores, 3 flores abiertas de forma simultánea, simples, subsésiles; raquis persistente; con  pedicelos glabros y brácteas caducas, triangulares.
Las flores tienen olor a orina, son nectaríferas. Su número de cromosomas es de : 2n= 22 (L. haagnerae Plowes).

## Distribución y hábitat
Se encuentra en África en Namibia en los acantilados.

## Taxonomía
El género fue descrito por Darrel C. H. Plowes y publicado en Cactus and Succulent Journal 58: 122–123. 1986.

## Especies seleccionadas
| - Lavrania cactiformis (Hook.) Bruyns - Lavrania haagnerae Plowes - Lavrania marlothii (N.E.Br.) Bruyns - Lavrania perlata (Dinter) Bruyns - Lavrania picta (N.E.Br.) Bruyns |